# طارق ناطور
طارق ناطور هو لاعب كرة قدم إسرائيلي في مركز حراسة المرمى، ولد في 18 أغسطس 1990 في حيفا في إسرائيل. لعب مع مكابي أخاء الناصرة ومكابي نتانيا.